# Dan Sperber
Dan Sperber (Cagnes-sud-Mer, França; 20 de juny de 1942) és un antropòleg, lingüista i investigador en ciències cognitives francés. Actualment és director d'investigacions en l'Institut Jean-Nicod del CNRS.
Al començament de la dècada dels 70 del segle xx, Sperber va ser un dels crítics de l'estructuralisme francés en antropologia. Amb el seu treball sobre el simbolisme, Sperber va imprimir un gir cognitivista, ja que va posar en evidència el paper de la cognició en els fenòmens culturals, particularment sobre les constriccions cognitives que fan possible la distribució de les representacions culturals en el si d'una població, que tenen una influència important en l'antropologia cognitiva, la crítica literària i la història de l'art.
És conegut especialment pel seu treball sobre la pragmàtica i, en particular, sobre la teoria de la rellevància i l'epidemiologia de les representacions. La seua obra més influent, escrita amb la britànica Deirdre Wilson, és La rellevància, que ha passat a convertir-se en una lectura bàsica en la pragmàtica, la lingüística, la intel·ligència artificial i psicologia cognitiva. Els processos cognitius estarien dirigits cap a la consecució d'una màxima pertinença, és a dir, la cerca d'una relació òptima entre els esforços cognitius i els seus efectes.
En 2009, Dan Sperber va rebre el primer premi Lévi-Strauss, que busca reconéixer cada any el millor investigador de ciències socials en França.

## Obra
- 1975 – ¿Qué es el estructuralismo? Estructuralismo en antropología (en castellà) Losada. Buenos Aires
- 1982 – Le Savoir des anthropologues (en francés) Hermann. París
- 1988 – El simbolismo en general (en castellà) Anthropos. Barcelona
- 1994 – La relevancia: comunicación y procesos cognitivos (en castellà, amb Deirdre Wilson). Visor.[2] Madrid
- 1996 – La Contagion des Idées (francés) Odile Jacob. París
- 2005 – Explicar la cultura: un enfoque naturalista (en castellà) Ediciones Morata. Madrid